# Rhynchospora schiedeana
Rhynchospora schiedeana là loài thực vật có hoa trong họ Cói. Loài này được (Schltdl.) Kunth miêu tả khoa học đầu tiên năm 1837.